# Там, внизу
«Там, внизу» (фр. Là-bas) — роман французского писателя Ж. К. Гюисманса, опубликованный в 1891 году.
Главный герой — парижский декадент Дюрталь. Он пишет роман о прообразе Синей Бороды — сподвижнике Жанны д’Арк, маршале Жиле де Ре, которого по сложившейся традиции описывает как садиста. Чтобы постичь психологию своего персонажа, Дюрталь погружается в атмосферу современного сатанизма, в чём ему помогает жена одного из приятелей. В романе подробно излагается история чёрной мессы и описывается современный обряд.
По характеристике современного литературоведа, «искание возвышенного, сильного, влекущего сатанизма в романе Гюисманса предстает как жалкий самообман».

## Русские переводы
- В 1911 году был опубликован перевод Юрия Спасского под заглавием «Там, внизу» (в 1-м томе собрания сочинений Гюисманса).
- В 1912 году вышел под заглавием «Бездна» (перевод Т. Х-й) в 1-м томе «Полного собрания сочинений» Гюисманса.
- В 1993 году издан под заглавием «Там внизу, или Бездна»[2].